# Gaediopsis flavipes
Gaediopsis flavipes är en tvåvingeart som beskrevs av Daniel William Coquillett 1895. Gaediopsis flavipes ingår i släktet Gaediopsis och familjen parasitflugor. Inga underarter finns listade i Catalogue of Life.